# Айрик (фильм)
«Айрик» — советский художественный фильм режиссёра Генриха Маляна, снятый на киностудии Арменфильм в 1972.

## Сюжет
Это история одной большой армянской семьи глазами отца семейства Овсепа Манусяна. Действие картины сосредоточено в основном на событиях, происходящих внутри семейства. Овсеп Манусян — простой ереванский рабочий, который воспитывает в своих детях благородные качества.
В семью главного героя приезжает из деревни его отец Погос. Старый дедушка Погос не остается в стороне от проблем семьи, стараясь решать их согласно своим высокоморальным взглядам.

## Второе название
Второе название картины — Отец, именно так с армянского языка переводится слово айрик.

## В ролях
- Фрунзик Мкртчян — Овсеп
- Азат Шеренц — Дедушка
- Вардуи Вардересян — Нвард
- Ашот Меликджанян — Меружан
- Шаке Тухманян — Лусине, озвучила Наталья Рычагова
- Грачья Костанян — Левон
- Гамлет Даллакян — Арно
- Сергей Чрчян — Карапет
- Ашот Никогосян — Рубик
- Карине Сукиасян — Майя
- Юрий Каюров — Семен Семенович
- Армен Хандикян — Андрик
- Гаяне Мкртчян — девушка